# 拾われた男
『拾われた男』（ひろわれたおとこ）は、俳優の松尾諭によるエッセイ。「文春オンライン」で2017年4月30日から2020年3月21日（月一連載）まで連載されたのち、2020年6月29日に文藝春秋から刊行された。さらに2022年6月7日に文庫化された。なお、文庫本の巻末に高橋一生が「拾われた男の友人の役者」として寄せた寄稿文が掲載されている。
振られた回数13回、借金地獄に陥り、オーディションも落ち続けた昭和顔の個性派俳優が辿ってきた波乱万丈の役者人生を描いた自伝風エッセイ。
2022年1月25日から「文春オンライン」で勝田文によるコミカライズが毎月第2・第4火曜日更新で連載された。
2022年、実写ドラマ化。

## 収録作品
1. 拾った男
2. あぶないおとこ
3. マイ・ファニー・バレンタイン
4. スウィートホーム
5. 地獄の黙示録
6. ゴッドファーザー
7. な、な、なんと
8. 失格人間
9. ザ・シークレット・サービス
10. ジュ・テーム・モワ・ノン・プリュ
11. 間違えられた男
12. 雪が降った日
13. 強く雨が降った次の日
14. おーはまぼー
15. ホームスイートホーム
16. 川の流れのように
17. 美少女戦隊セラセラムンムン
18. プロポーズ大作戦
19. お憑かれどすぇ
20. 同・三〇四号室
21. 世界ウルウル滞在記
22. はじめてのちゅう
23. 青き英語
24. ォー・ブラザー
25. 夫婦善哉
26. お家へ帰ろう
27. 拾われた男

## 書誌情報

### エッセイ
- 松尾諭『拾われた男』
  - 単行本：2020年6月29日発売[7]、文藝春秋、ISBN 978-4-16-391151-9
  - 文庫本：2022年6月7日発売[8][9]、文春文庫、ISBN 978-4-16-791896-5

### 漫画
- 松尾諭（原作）・ 勝田文（漫画）『拾われた男』文藝春秋、全2巻
  1. 上巻 2022年6月9日発売[8][10]、ISBN 978-4-16-090123-0
  2. 下巻 2022年10月5日発売[11]、ISBN 978-4-16-090136-0

## 配信ドラマ / テレビドラマ
松尾諭のエッセイを原作として、『拾われた男 LOST MAN FOUND』（ひろわれたおとこ ロスト マン ファウンド）のタイトルで2022年6月26日から8月28日までNHK BSプレミアムで毎週日曜 22時00分 - 22時45分（翌週水曜の23:00-23:45再放送）の『プレミアムドラマ』枠にて放送され、同日23時から定額制動画配信サービスであるDisney+のスターブランドにて見放題独占配信されている。主演は仲野太賀。
同年10月11日から12月13日まで、地上波のNHK総合『ドラマ10』枠にて放送された。地上波での放送に伴い、NHKプラスでも同時・見逃し配信が行われている。
主演の仲野は松尾諭本人の「愛らしい感じや、憎めない雰囲気」を出すために筋トレで骨格を作った上で最終的に体重を約10キロ増やした。

### キャスト

#### 主要人物
- 松戸諭 - 仲野太賀（幼少期：今津心之介[17]）
- 比嘉結 - 伊藤沙莉[13]
- 松戸武志 - 草彅剛[13]（幼少期：柊木陽太[18]）

#### 芸能事務所「FMC」
- 山村ひろ子 - 薬師丸ひろ子[19][20]
- 日立 - 鈴木杏[19][20]
- 相楽 - 伊勢志摩[19][20]
- 平山平吾 - 北村有起哉[19][20]

#### 諭の家族
- 松戸平造 - 風間杜夫[19][20]
- 松戸きく - 石野真子[19][20]
- 松戸晴子 - 末成映薫[19][20]
- 松戸福子 - 永尾柚乃[21]（幼児時：白井希果）

#### 諭のアルバイト仲間
- 塚本哲夫 - 要潤[19][20]
- 山下 - 安藤玉恵[19][20]
- 吉ミラ - 北香那[19][20]
- 中田 - 前田旺志郎[19][20]

#### 諭の幼馴染と飲み仲間
- 杉田 - 大東駿介[19][20]（幼少期：藤原詩音[22]）
- 野本 - 片山友希[19][20]（幼少期：清水胡桃[23]）
- 有田 - 六角精児[19][20]
- マスター - 江上徹[24]

#### 女性陣
- ヨシコ - 岸井ゆきの[19][20]
- 田畑 - 松本穂香[19][20]
- 杉浦 - 田辺桃子[19][20]
- 女優（サチ） - 佐藤めぐみ[19][20]

#### 諭の物語の読者
- 芥川マリ - 夏帆[19][20]

#### その他
いずれも本人役で出演。
- 井川遥[25][26]
- 松尾諭[25][26]
- 柄本明[25][26]
- ベンガル[25][26]
- 綾田俊樹[25][26]
- 塚本晋也[25][26]
- 有村架純[27]
- 伊藤さとり（声の出演）[28][29]
- 真木よう子[30]
- 青木崇高[31]
- 樋口真嗣[32]

#### ゲスト
第1話
- 杉田の女 - 円井わん[33]
- ラグビー部マネージャー - 東宮綾音[33]
- FMCモデルウォーク講師 - 片山瞳[33]（第2話）
- ウェイトレス - 元松あかね[34]
- 劇中演劇 - 野田慈伸 ＆「桃尻犬」[35]
- 杉田の父 - パラゴンつよし[36]
- 劇団☆新感線事務 - 川面千晶[37]

第2話
- 野本の母（うどん処 のもと） - 高田聖子[38]（第4話・第5話・第10話）
- 林 - 水澤紳吾[27]
- 鬼軍曹 - 山中崇[39]
- 古橋 - 廣岡実夢
- オーディション審査員 - 樋渡真司
- イケメン若手俳優 - 持田悠生[40]
- ダンサー - 小野塚渉悟[41]

第3話
- 刑務官 - 大河内浩
- 刑事 - 中村まこと[42]
- 囚人 - 岩男海史[43]
- 囚人 - 黒川大聖[44]
- 演出家 - ノゾエ征爾
- 演出家 - 篠原篤[45]
- 井川遥の夫 - 神谷圭介[46]
- ワールド女子プロレス・ディアナ[47][48]
  - 井上京子、佐藤綾子、マドレーヌ、梅咲遥、高瀬みゆき、ソフト今井、ライチ聖矢（いずれも本人役）[注 2]
- スペインレストラン「サラ・アンダルーサ」[49]
  - 蒲谷照雄[50]（ギター）、河内さおり[51]、上原桃子[52]、許有延、平田かつら（以上フラメンコダンサー）

第4話
- ヒロシ - 奥野瑛太[53]
- ひさ子 - 徳橋みのり[54]
- ヒロシの連れ - 谷岸玲那[55]
- ドラマ「名無し男」
  - 山本真莉[56]（第5話・第8話）、日高ボブ美[57]（第5話・第8話）、谷手人（第5話・第8話）、小笠原覚（役名：デルタ）[58]（第5話・第8話）、タカハシシンノスケ[59]（第5話・第8話）

第5話
- 漫才師 - ショウショウ[60]
- オーディション審査員 - 岩瀬亮[61]
- オーディションスタッフ - スチール哲平[62]
- フニ - 昆麗鳴[63]
- 助監督 - 長友郁真[64]
- 監督 - 棚橋ナッツ[65]
- ドラマのオーディション受験者
  - 東龍美（役名：宮崎修）[66]、福田航也、大瀧慶祐[67]、武田亮汰[68]
- ドラマの銃撃犯 - 濱田岳[30]

第6話
- 区役所職員 - 永井若葉[69]
- Conny's Cafe 英語教師 - Caleb Bryant[70]（第9話）
- ドラマ「諸国漫遊時代浪漫活劇」
  - ジジぶぅ[71]、平原テツ[72]、武藤心平[73]
- 監督 - 佐藤佐吉[74]

第7話
- 竹村 - 黒田大輔[75]（第8話・第9話）
- ウッディ - Evin Charles Anderson[76]（第2話・第3話・第5話・第8話・第9話・第10話）
- エイドリアン - Kyla Burke[77]（第2話・第3話・第8話・第9話・第10話）
- ショーン - Luke Speakman[78]（第8話・第9話・第10話）
- サンディ・ハドソン - Michelle Murphy（第6話声の出演・第8話・第9話・第10話）
- アマンダ - Miranda Roldán[79]（第8話・第9話・第10話）
- ケリー - Amy Bui[80]（第8話・第9話・第10話）
- ペドロ・マルティネス - Ottavio Taddei[81]（第8話・第9話・第10話）
- VGF店員 - Nicole Wade（第8話・第9話・第10話）
- ジェーン - Marianne Goodell（第8話・第10話）
- ベティ・ホームズ - Sille

第8話
- 田口 - 橋本航[82]
- 撮影スタッフ - 緒方ちか[83][注 3]
- 泉修一の秘書 - 水元まこと[84]
- 野球少年たち - Aiden Hinkle[85]（第9話・第10話）、Michael Arrant[85]（第9話・第10話）、Leo Shealy[85]（第9話・第10話）、Danny Mitchell[85]（第9話・第10話）、Desi Mithcell[85]（第9話・第10話）、Ivan K[85]（第9話・第10話）、James M（第9話・第10話）

第10話
- 劇中の諭の妻 - 李千鶴[86]
- 劇中の諭の娘 - 垂水文音[87]
- 演出家 - 沖田裕樹[88]
- 野本の娘 - 沢田優乃[89]
- 二階の男 - 淡梨

### スタッフ
- 原作 - 松尾諭「拾われた男」（文春文庫 / 文藝春秋刊）
- 監督 - 井上剛
- 演出 - 林啓史
- 脚本 - 足立紳
- 音楽 / 音楽監督 - 岩崎太整
- 制作統括 - 真鍋斎、成田岳（ディズニー）
- プロデューサー - 家富未央、山本晃久（ディズニー）
- 制作・著作 - ウォルト・ディズニー・ジャパン、NHKエンタープライズ

### 配信日程・放送日程
| 各話   | Disney+/NHK BSP | NHK総合  | サブタイトル                   |
| ------ | --------------- | -------- | ------------------------------ |
| 第1話  | 6月26日         | 10月11日 | 波乱の俳優人生が今始まる       |
| 第2話  | 7月03日         | 10月18日 | 恋の連敗記録、ついに終了か!?   |
| 第3話  | 7月10日         | 10月25日 | 任務は癒し系女優の運転手       |
| 第4話  | 7月17日         | 11月01日 | ついに運命の人現る             |
| 第5話  | 7月24日         | 11月08日 | 背水の陣! 運命のオーディション |
| 第6話  | 7月31日         | 11月15日 | 突然かかってきた海外からの電話 |
| 第7話  | 8月07日         | 11月22日 | 渡米! 兄の空白の15年が明らかに |
| 第8話  | 8月14日         | 11月29日 | 衝撃! 兄の空白の15年が明らかに |
| 第9話  | 8月21日         | 12月06日 | 兄のために一世一代の大芝居!    |
| 最終話 | 8月28日         | 12月13日 | 兄がくれたグッド・ラック!      |

### 評価

#### 受賞歴
- ギャラクシー賞　2022年8月度 月間賞[90]

#### 批評
フリーライターの上村由紀子は、一瞬しか映らないキャラクターにも鮮やかな存在感があったとし、「まるでバタフライエフェクトのように誰かのひとことで他の誰かが影響を受けて物語が展開するさまは痛快。」と評している。また、本人役で出演した有村架純や柄本明を始めとした豪華な俳優陣についても、まるでドラマの「紅白歌合戦」かと思ったと述べている。